# ヤナリ薬品
ヤナリ薬品株式会社（やなりやくひん）は、かつて存在した一般用医薬品・工業用薬品・医療器具の卸を中心とする日本の企業。現在はメディセオ・パルタックホールディングスの一社「クラヤ三星堂」である。医薬品の卸売手。地盤は近畿地方。

## 概要
- 本社は大阪府堺市向陵中町3-119
- 代表取締役社長　　柳生利三郎

## 沿革
- 大阪府堺市旅籠町で卸業を創業
- 昭和20年に戦災で堺市桜之町東2に本社移転。武田薬品特別重点協力店に指定される。
- 昭和41年大阪府の「厚和薬品」と業務提携
- 昭和41年11月本社を大阪府堺市向陵中町に移転
- 昭和46年1月厚和薬品・4月田辺薬品（近畿圏域の医薬品卸で製薬メーカーの田辺製薬とは別会社）と近畿圏大型合併により同時に「三星堂」に合併

## 主な取引メーカー
- 武田薬品工業等